# Āghcheh Masjed
Āghcheh Masjed (persiska: آغچه مسجد) är en ort i Iran.   Den ligger i provinsen Västazarbaijan, i den nordvästra delen av landet, 500 km väster om huvudstaden Teheran. Āghcheh Masjed ligger 1 408 meter över havet och antalet invånare är 788.
Terrängen runt Āghcheh Masjed är kuperad åt nordost, men åt sydväst är den platt.Runt Āghcheh Masjed är det ganska glesbefolkat, med 47 invånare per kvadratkilometer. Närmaste större samhälle är Shāhīn Dezh, 16,3 km sydost om Āghcheh Masjed. Trakten runt Āghcheh Masjed består till största delen av jordbruksmark.